# Iújnoie (Ingúixia)
|  | Per a altres significats, vegeu «Iújnoie». |

Iújnoie (en rus: Южное) és un poble del nord de la República d'Ingúixia que el 2019 tenia 1.301 habitants.
Segons el cens rus de 2010, la composició ètnica de la seva població era:
| Ordre | Nacionalitat | Població | Percentatge |
| ----- | ------------ | -------- | ----------- |
| 1     | Ingúixos     | 784      | 86,06 %     |
| 2     | Txetxens     | 94       | 10,32 %     |
| 3     | Turcs        | 20       | 2,20 %      |
| 4     | Russos       | 11       | 1,21 %      |
| 5     | Altres       | 2        | 0,22 %      |